# Свято семи риб
Свято семи риб (італ. Festa dei sette pesci) — італо-американське святкування Святвечора зі стравами з риби та інших морепродуктів.

## Походження і традиція
Свято семи риб є частиною італо-американського святкування Святвечора, хоча в Італії воно так не називається і не є «бенкетом» у сенсі «свята», а скоріше великою трапезою. Святвечір — це день пильнування або посту, а велика кількість морепродуктів відображає дотримання утримання від м'яса до самого свята Різдва Христового
Сьогодні трапеза, як правило, складається з семи різних страв з морепродуктів. Традиція походить з Південної Італії, де вона відома як Вігілія (La Vigilia). Це святкування присвячено до очікування опівнічного народження Ісуса Христа — Vigilia di Natale — опівночі. Давня традиція споживання морепродуктів на Святвечір походить від римо-католицької традиції утримуватися від вживання м'яса напередодні свята. Оскільки в такі дні не можна було вживати м'ясо або тваринні жири, побожні католики натомість їли рибу (зазвичай смажену в олії). Невідомо, коли та де був популяризований термін «Свято семи риб». Перша відома згадка в газеті The Philadelphia Inquirer у 1983 році.
До складу страви входять сім і більше риб, які вважаються традиційними. «Сім риб» як усталене поняття чи назва невідомі в самій Італії. У деяких італо-американських сім'ях також не ведеться підрахунок кількості рибних страв. Відомою стравою є баккала (солона тріска). Звичай святкувати з такою простою рибою, як бакала, відображає звичаї історично бідних регіонів Південної Італії, а також сезонні фактори. Смажені корюшки, кальмари та інші види морепродуктів були включені в різдвяну вечерю протягом багатьох років.
Число сім може походити від семи Таїнств Католицької Церкви, або семи пагорбів Риму, або з якогось іншого джерела. Загальної згоди щодо його значення немає.

## Типове застілля
Компоненти страви можуть включати певну комбінацію анчоусів, мертасу, омарів, сардин, бакала (сушеної солоної тріски), корюшок, вугрів, кальмарів, восьминогів, креветок, мідій і молюсків. У меню також можуть входити макарони, овочі, випічка і вино.

### Популярні страви

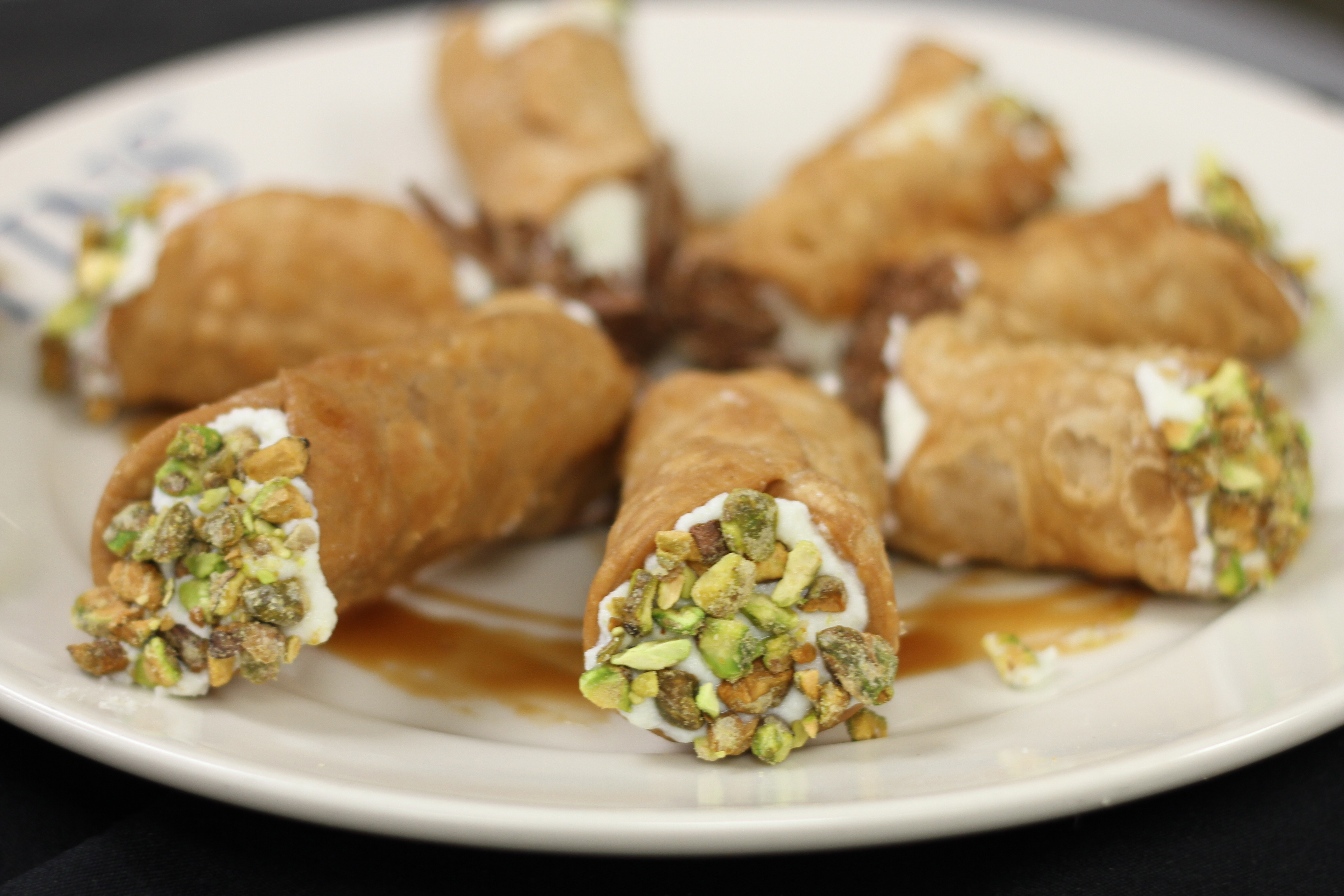
Каннолі подають на святі семи риб

- Баккала з макаронами, як салат або смажена
- Запечена тріска
- Казино Clams
- Тефлі з тріски в томатному соусі
- риба-дельфін
- Кальмари смажені у фритюрі
- Смажена у фритюрі тріска
- Смажена у фритюрі риба/креветки
- Гребінці, смажені у фритюрі
- Смажені корюшки
- Insalata di mare (салат з морепродуктів)
- Лінгвіні з анчоусами, молюсками, омарами, тунцем або крабовим соусом
- Маринований або смажений вугор
- Салат з восьминога
- Устричні стрільби
- Путанеска з анчоусами
- Салат Скунгіллі
- Коктейль з креветок
- Фаршировані кальмари в томатному соусі
- Фаршировані запечені омари
- Фаршировані запечені квахоги
- Путасу

## У масовій культурі
- Графічний роман «Бенкет семи риб», написаний Робертом Тіннеллом (2005;ISBN 0976928809), був створений художній фільм також під назвою «Бенкет семи риб» за участю Медісон Айземан і Скайлер Гісондо, який вийшов 15 листопада 2019 року.[6]
- В епізоді Golden Girls «Have Yourself a Very Little Christmas» Софія згадує, що смажений вугор є звичайною різдвяною традицією в багатьох італійських (сицилійських) домогосподарствах. Вона продовжує: «На Сицилії не було б Різдва без вугрів і жайворонків».[7] Смажений, приготований на пару або сушений вугор зазвичай є однією з риб, включених до традиції «Сім риб», хоча багато італійців і сицилійців, зокрема, просто називають це вігілією або різдвяною вечерею; їжа, як правило, без червоного м'яса і повністю складається з морепродуктів.[8][9]
- Секретним інгредієнтом кулінарного шоу «Залізних шеф-кухарів» став бенкет із семи риб.[10]